# Le Rouge et le Noir
Le Rouge et le Noir, Nederlands: Het rood en het zwart, is een roman van Stendhal, die in 1830 bij Levasseur te Parijs verscheen. Het was, na Armance, Stendhals tweede roman. De roman kreeg als ondertitel eerst Chronique du xixe siècle, maar dat werd Chronique de 1830. Stendhal kreeg in 1954 een eervolle vermelding door William Somerset Maugham, in diens essay Ten Novels and Their Authors, waarin Somerset Maugham zijn oordeel over tien in de wereld bekende romans geeft.
De roman bestaat uit twee delen. Het eerste deel beschrijft de weg van Julien Sorel in het stadje Verrières - waarvoor waarschijnlijk de plaats Dole aan de Doubs model heeft gestaan - en zijn intrede bij de familie De Rênal. Ook zijn verblijf in een seminarie wordt hier beschreven. Het tweede deel vertelt het verhaal van de held in Parijs waar hij als secretaris werkt voor meneer De La Mole en beschrijft zijn verdeeldheid tussen ambities en gevoelens, waaronder de liefde voor de dochter van meneer De La Mole en zijn poging tot moord op mevrouw De Rênal, die zal leiden tot zijn terdoodveroordeling.

## Samenvatting

### Eerste deel
Le Rouge et le Noir, Chronique de 1830 draagt als opschrift een citaat van Danton “La vérité, l’âpre vérité”, ofwel “De waarheid, de bittere waarheid” en beschrijft vanaf het begin met precisie het decor van het stadje Verrières-de-Joux in het Franse departement Doubs (regio Bourgogne-Franche-Comté) en de sociale en politieke situatie, en schept daarmee de sfeer waarin de geestesgesteldheid van de held zich ontwikkelt.
Julien Sorel is de derde zoon van de oude Sorel, een houtzager die neerkijkt op alles wat met intelligentie te maken heeft. Zo minacht hij ook zijn zoon, wanneer deze al snel een begaafd student blijkt te zijn. In tegenstelling tot zijn broers heeft Julien geen goede lichaamsbouw om hard werk te verrichten, en zijn nieuwsgierigheid zorgt ervoor dat hij op alle mogelijke manieren wil bijleren, wat zijn vader luieren noemt. Aangezien de jongen het Nieuwe Testament uit het hoofd kan opzeggen, kan hij rekenen op de bescherming van pastoor Chélan, de pastoor uit het dorp. Julien kent ook het boek Herinnering aan Sint-Helena tot in de kleinste details, hij koestert vreemd genoeg ook een grenzeloze bewondering voor Napoleon Bonaparte, die hij tegelijkertijd als een god en als een voorbeeld bij uitstek van een succesvol man beschouwt. Omdat zijn familie hem zonder ophouden belachelijk maakt of met geweld behandelt, neemt pastoor Chélan hem in bescherming. Meneer de Rênal, de burgemeester van Verrières, neemt Julien op aanraden van de pastoor aan als gouverneur voor zijn kinderen. Daarna stuurt Chélan Julien naar het seminarie. Dit zijn de eerste stappen van Julien in de wereld van de provinciale bourgeoisie. Ondanks zijn verlegen karakter, slaagt hij er langzaam aan in om mevrouw De Rênal te verleiden. Zij is een nogal knappe jonge vrouw, die echter op net zo'n naïeve manier verlegen is als hij.
Het leven van Sorel bij de familie De Rênal wordt dus door zijn passie voor mevrouw De Rênal beheerst en zijn onmetelijke ambitie. Hij droomt ervan om een tweede Napoleon Bonaparte te worden. Hierdoor staat zijn leven in het teken van de hypocrisie: op het kasteel van de heer De Rênal moet hij zijn gevoelens voor zijn geliefde verbergen en tegenover de pastoor zijn adoratie voor Napoleon. Hij wint op het kasteel al snel de harten van de kinderen en maakt er een gewoonte van zijn zomeravonden in het gezelschap van mevrouw De Rênal door te brengen, die hem aangenaam verrast wanneer zij hem een cadeau probeert te geven. De trots van de jongeman bevalt de dromerige jongedame, die het stadsleven niet kent. Ze valt voor hem zonder het te beseffen. Zijn lichtgeraaktheid en zijn trots zullen echter gauw alles kapotmaken: de loonsverhoging van meneer De Rênal slaat hij af en de avances van Elisa, het kamermeisje van mevrouw De Rênal, verwerpt hij. Elisa blijft niet bij de pakken zitten en stuurt een roddel de wereld in over de gevoelens tussen Julien en mevrouw De Rênal. Enkele jaloerse mensen in Verrières beginnen te roddelen, Julien was een veelbesproken man geworden. Uiteindelijk bereikt het nieuws ook meneer De Rênal: in een anonieme brief wordt hem het overspel van zijn vrouw onthuld.
Hoewel hij deze roddels niet gelooft, beslist de burgemeester van Verrières de samenwerking met zijn gouverneur stop te zetten. Julien verlaat, op aanraden van pastoor Chélan, het familiedomein en treedt in in het seminarie van Besançon. Julien heeft voordat hij vertrekt nog een laatste gesprek met mevrouw De Rênal. Ze komt bij hem koud over terwijl ze hem nog steeds een warm hart toedraagt. Dat misverstand zal tragische gevolgen hebben. De ongeduldige Julien verwart gereserveerdheid met onverschilligheid.
In het seminarie van Besançon wordt Julien gehaat door zijn kameraden, een soort van uitgehongerde boeren voor wie het grootste verlangen het avondmaal van spek met eieren is. Hij maakt er kennis met abt Pirard, die zijn ambitie wel doorziet, maar die hem ook zal beschermen. Julien zal er enkele moeilijke momenten doorstaan tot de dag waarop abt Pirard hem voorstelt om de secretaris van de markies de La Mole te worden. Hij vertrekt naar Parijs om bij de bekende aristocraat in dienst te treden.

### Tweede deel
De La Mole, een invloedrijke persoonlijkheid afkomstig uit de buitenwijk Saint-Germain, merkt zeer vlug dat Julien erg intelligent is. Julien ontmoet er ook de dochter van de markies, Mathilde, die in de Parijse aristocratie bekend is, een bijzondere persoonlijkheid. Ze heeft een aanzienlijk aantal huwelijkskandidaten van hoge klasse, maar terwijl Julien toch maar van bescheiden afkomst is, valt ze voor hem. Hij is in haar ogen een adellijke en trotse ziel, alsook een fitte geest die fel contrasteert met de apathie van de aristocraten uit haar salon. Er ontstaat een onstuimige passie tussen de twee jonge mensen, bij de ene uit ambitie en bij de andere om de verveling te ontvluchten. Ze bekent hem later dat ze zwanger is en brengt haar vader ervan op de hoogte dat ze graag met de jonge secretaris wil trouwen. Mathilde slaagt er uiteindelijk niet in om haar vader volledig van haar trouwplannen met Julien te overtuigen, maar in afwachting van een besluit laat de markies Julien tot edelman benoemen en zorgt ervoor dat hij luitenant van de huzaren in Straatsburg wordt. De zoon van de schrijnwerker wordt zo de Heer Ridder Julien Sorel de la Vernaye. Mathilde de La Mole vraagt vervolgens uitdrukkelijk aan haar geliefde om haar naar Parijs te vergezellen. De markies De La Mole weigert de huwelijkswens in te willigen, als hij een brief van mevrouw De Rênal ontvangt waarin zij, op uitdrukkelijk advies van haar pastoor, over het onzedelijke gedrag van haar voormalige geliefde schrijft.
Julien, onverschrokken als hij is, gaat vervolgens van Parijs naar Verrières terug, waar hij de kerk binnengaat en tijdens de mis tot tweemaal toe op zijn voormalige meesteres schiet. Hij beseft op dat moment niet dat het hem niet is gelukt haar om het leven te brengen. Hij wacht vervolgens in de gevangenis de dag van zijn vonnis af. Mathilde komt hem daar dagelijks opzoeken, maar door haar opdringerige heldhaftigheid ontmoedigt ze haar geliefde. Ze onderneemt verschillende pogingen, eerst onder een pseudoniem en later onder haar echte naam, om hem vrijgesproken te krijgen, onder meer door de meest invloedrijke geestelijke van Besançon een bisschoppelijke brief onder de neus te duwen. Mevrouw De Rênal zelf probeert ondertussen ook het proces in het voordeel van Julien te keren door de juryleden te schrijven dat ze hem vrijwillig zijn ‘stuntelige’ daad vergeeft en zijn straf een grote vergissing zou zijn.
Ondanks een publieke volksraadpleging over de zaak van de jonge Sorel, slaagt meneer Valenod, die deel van de jury uitmaakt, erin Julien tot de guillotine te veroordelen, ten gevolge van een uitdagende toespraak waarin de hogere klasse en de gevestigde orde worden beschuldigd. Bij de uitspraak van het vonnis hopen Mathilde en mevrouw De Rênal nog in beroep te kunnen gaan, maar voor Julien is niets anders weggelegd dan de guillotine. Madame de Rênal die ondanks protest van haar man in Besançon is gaan wonen, krijgt de toestemming om Julien te bezoeken. Julien voelt opnieuw een grenzeloze passie voor haar. Ondanks alle opofferingen die ze wilde doen, legt Julien zich bij zijn lot neer.
Net na de executie van Julien koopt Fouqué, zijn eeuwige vriend, Juliens lichaam vrij bij de beul. Mathilde vraagt om het hoofd van de vader van haar kind te zien. Ze neemt het hoofd van Julien vast en kust het op het voorhoofd. Ze zal zelf het hoofd naast het graf begraven, in een grot niet ver van Verrières, waar Julien vaak kwam. Mevrouw De Rênal zal zich over hun kind ontfermen, maar sterft zelf drie dagen na Julien.

## Le Rouge et le Noir binnen het tijdperk

### De zaak-Berthet
Voor de plot van zijn roman liet Stendhal zich in de eerste plaats door de zaak-Berthet inspireren, die zich in Brangues afspeelde, een klein dorpje in zijn departement Isère. Antoine Berthet was de zoon van bescheiden handarbeiders. Een priester merkte al snel zijn intelligentie op en stuurde hem naar het seminarie. Zijn zwakke gezondheid zette Berthet ertoe aan het seminarie en de te zware levensomstandigheden te verlaten, en om werk te zoeken. Hij werd huisleraar voor de kinderen van de familie Michoud. Kort daarna werd hij de minnaar van Madame Michoud, maar hij moest haar al vlug weer verlaten.
Na een volgend verblijf in een seminarie, een vermaarder dan het vorige, dat van Grenoble, vond Berthet nogmaals werk als huisleraar, deze keer bij een familie van adel: de familie Cordon, waar hij de dochter van zijn werkgever verleidde, die hem voortdurend achtervolgde. Berthet was zeer verbitterd, omdat hij ondanks dat hij intelligent was, geen carrière kon maken, en besloot zich te wreken. Op het moment dat de pastoor de mis in de dorpskerk aan het opdragen was stormde hij binnen en schoot zijn oude geliefde, mevrouw Michoud, neer.
Zijn proces vond plaats in december 1827, en een paar maanden later, op 23 februari 1828, werd hij op 25-jarige leeftijd geëxecuteerd.

### Sociale, politieke omstandigheden en historische studie
Le Rouge et le Noir is tevens een historische roman, waarin Stendhal een beeld tracht te schetsen van de maatschappelijke context waarbinnen de Julirevolutie van 1830 plaatsvond. De sociale omstandigheden van toen in Frankrijk en de tegenstellingen tussen de hoofdstad en het platteland, de adel en de burgerij en tussen de jansenisten en de jezuïeten lopen als een rode draad door het verhaal.
Een psychologische roman
Volgens Friedrich Nietzsche was Stendhal 'de laatste grote Franse psycholoog':

Stendhal is een van de mooiste 'toevalligheden' in mijn leven. Zo heb ik alles wat ooit een gedenkwaardige indruk op me heeft achtergelaten, door toeval ontdekt en niet op aanraden van een ander. Stendhal bezit een eigenschap van onschatbare waarde: een dubbel psychologisch inzicht, een werkelijkheidszin die zijn verwantschap met de grootste realist aller tijden verraadt, ex ungue Napaleonem ofwel aan de kaak kent men Napoleon, enfin, en hiervoor komt hem alle eer toe, een ongeveinsd atheïsme dat men in Frankrijk maar zelden tegenkomt, om niet te zeggen bijna nooit. (...) Misschien ben ik zelfs jaloers op Stendhal. Hij heeft de mooiste zin gestolen die ik als atheïst had kunnen bedenken: Het enige excuus voor God is dat Hij niet bestaat.
— Nietzsche

Het karakter van Julien Sorel wordt in Le Rouge et le Noir uitgebreid onder de loep genomen. Ambitie, liefde, verleden, alles wordt geanalyseerd. De lezer volgt met een groeiende interesse zijn kronkelige gedachtegang, die zijn handelen bepaalt. Mathilde de la Mole en mevrouw De Rênal worden eveneens uitgebreid beschreven. Hun liefde voor Julien wordt belicht. Iedereen wordt door de pen van Stendhal tot in het kleinste detail beschreven.

## Bewerkingen
Le Rouge et le Noir is verschillende keren bewerkt tot bioscoop- of televisiefilm:
- Le Rouge et le Noir, Il Corriere del re, Italiaanse film uit 1947 van Gennaro Righelli, met Rossano Brazzi en Valentina Cortese
- Le Rouge et le Noir, Frans-Italiaanse film uit 1954 van Claude Autant-Lara, met Gérard Philipe, Danielle Darrieux, Antonella Lualdi en Jean Martinelli.
- Le Rouge et le Noir, televisiefilm uit 1961, van Pierre Cardinal, met Robert Etcheverry, Michel Etcheverry, Micheline Presle, Marie Laforêt en Jean-Roger Caussimon.
- Le Rouge et le Noir, The Scarlet and the Black, miniserie uitgebracht door de BBC in 1993, met Ewan McGregor, Christopher Fulford, Alice Krige en Rachel Weisz.
- Le Rouge et le Noir, televisiefilm uitgebracht in 1998, van Jean-Daniel Verhaeghe met Carole Bouquet, Kim Rossi Stuart, Judith Godrèche, Claude Rich en Olivier Sitruk.

## Trivia
- De roman is het onderwerp van het nummer 'The Red and the Black' op het album The Book of Souls uit 2015 van de Britse heavymetalband Iron Maiden.

## Nederlandse vertalingen
- Het rood en het zwart. Kroniek van 1830, vert. Hans van Pinxteren, 1989
- Rood en zwart, vert. Hermien Manger, 1963
- Rood en zwart, vert. David de Jong Jr., 1942